# Hampus Holgersson
Hampus Holgersson, född 18 maj 2000, är en svensk fotbollsspelare som spelar för FK Karlskrona.

## Karriär
Hampus Holgersson moderklubb är Asarums IF. Hans seniordebut kom i föreningens andralag Asarums IF U som 15-åring. Året efter vann han skytteligan i Division 5 Blekinge som 16-åring och fick dessutom debutera i föreningens division 2-lag. Vid säsongens slut skrev han på för Mjällby AIF.
Efter ett år med idel U19- och U17-spel kom hans seniordebut i Mjällby AIF i den näst sista omgången, i derbyt hemma mot Kristianstad FC den 4 november 2018. Vid det laget hade Mjällby AIF redan säkrat seriesegern i Division 1 Södra och avancemanget till Superettan. Debuten följdes upp av att han sedan fick chansen från start i säsongens sista match mot Eskilsminne IF.
Även den efterföljande säsongen blev det två framträdanden för Holgersson, då Mjällby tog sin andra serieseger på två år, när de vann Superettan 2019. Trots knapert med speltid skrev han efter seriesegern på ett nytt tvåårskontrakt med klubben.  Säsongerna 2020 och 2021 spelade Holgersson främst på lån i division 2-klubben Asarums IF.
I mars 2022 gick Holgersson till division 2-klubben Hässleholms IF. Inför säsongen 2023 gick han till FK Karlskrona.

## Personligt
Hampus Holgerssons pappa Mikael Holgersson representerade Mjällby AIF i allsvenskan på 1980-talet och representerade klubben fram till och med 1993.
Vid sidan av fotbollsplanen har Hampus Holgersson skapat rubriker då han som 19-åring sommarjobbade som hotelldirektör på ett av familjens hotell i Karlshamn.

## Karriärstatistik
| Klubb              | Säsong             | Liga                       | Liga    | Liga | Nationell cup | Nationell cup | Totalt  | Totalt |
| Klubb              | Säsong             | Division                   | Matcher | Mål  | Matcher       | Mål           | Matcher | Mål    |
| ------------------ | ------------------ | -------------------------- | ------- | ---- | ------------- | ------------- | ------- | ------ |
| Asarums IF U       | 2015               | Division 6 Västra Blekinge | 3       | 2    | —             | —             | 3       | 2      |
| Asarums IF U       | 2016               | Division 5 Blekinge        | 22      | 18   | —             | —             | 22      | 18     |
| Asarums IF U       | Totalt             | Totalt                     | 25      | 20   | —             | —             | 25      | 20     |
| Asarums IF         | 2016               | Division 2 Södra Götaland  | 7       | 0    | 0             | 0             | 7       | 0      |
| Mjällby AIF        | 2018               | Division 1 Södra           | 2       | 0    | 0             | 0             | 2       | 0      |
| Mjällby AIF        | 2019               | Superettan                 | 2       | 0    | 0             | 0             | 2       | 0      |
| Mjällby AIF        | 2020               | Allsvenskan                | 0       | 0    | 2             | 1             | 2       | 1      |
| Mjällby AIF        | 2021               | Allsvenskan                | 0       | 0    | 0             | 0             | 0       | 0      |
| Mjällby AIF        | Totalt             | Totalt                     | 4       | 0    | 2             | 1             | 6       | 1      |
| Asarums IF (lån)   | 2020               | Division 2 Östra Götaland  | 11      | 3    | 0             | 0             | 11      | 3      |
| Asarums IF (lån)   | 2021               | Division 2 Södra Götaland  | 23      | 12   | 0             | 0             | 23      | 12     |
| Asarums IF (lån)   | Totalt             | Totalt                     | 34      | 15   | 0             | 0             | 35      | 15     |
| Hässleholms IF     | 2022               | Division 2 Södra Götaland  | 18      | 2    | 1             | 0             | 19      | 2      |
| FK Karlskrona      | 2023               | Division 2 Södra Götaland  | 25      | 8    | 0             | 0             | 25      | 8      |
| FK Karlskrona      | 2024               | Division 2 Södra Götaland  | 1       | 1    | 0             | 0             | 1       | 1      |
| FK Karlskrona      | Totalt             | Totalt                     | 26      | 9    | 0             | 0             | 26      | 9      |
| Totalt i karriären | Totalt i karriären | Totalt i karriären         | 114     | 46   | 3             | 1             | 117     | 47     |